# Дуле (Рибница)
Дуле (словен. Dule) су насељено место у општини Рибница, регија Југоисточна Словенија, Словенија.

## Историја
До територијалне реорганизације у Словенији било је у саставу старе општине Рибница.

## Становништво
У попису становништва из 2011. године, Дуле је имало 3 становника.
| Број становника према пописима | Број становника према пописима | Број становника према пописима |
| ------------------------------ | ------------------------------ | ------------------------------ |
| 1991                           | 2002                           | 2011                           |
| 3                              | 4                              | 3                              |